# Musas Sonideras
Musas Sonideras es un colectivo de mujeres sonideras de la Ciudad de México, nacido en 2017.

## Trayectoria
Si bien han existido algunas mujeres sonideras como Guadalupe Reyes Salazar de Sonido La Socia —fundado a la par de Sonido La Changa en el barrio de Tepito— dentro del movimiento sonidero la presencia ha sido mayoritariamente masculina. El proyecto de Musas Sonideras nació por la iniciativa de Marisol Mendoza «La musa mayor» con el fin de luchar por equidad de género en el ambiente sonidero y visibilizar a mujeres que permanecen habitualmente relegadas del circuito. Marisol creció dentro del ambiente sonidero al ser su padre y hermano dueños de Sonido Duende, un sonido famoso aunque ella decidió emprender un proyecto propio, mismo que inicialmente no fue apoyado por su entorno familiar. "De aquí no sale un solo aparato, a ver quién te apoya" le dijo Roberto Mendoza a su hermana Marisol, cuando le solicitó apoyo con equipo de Sonido Duende para hacer su proyecto.
Musas Sonideras tuvo como antecedente un evento de mujeres, Sonideras de corazón, realizado en 2015. En 2017, Marisol Mendoza contactó a otras mujeres dedicadas al sonidero que había conocido en un evento en el barrio de La Merced, entre ellas «Lupita La Cigarrita» de Sonido Radio Voz, Sonido La Morena, Sonido La Dama, Ely Fania, Sonido Gatúbela, La Dama de la Salsa y Sonido La Seducción, con quienes realizó un evento en el Salón Candela de la capital mexicana el 17 de julio de 2017 en donde participaron una treintena de ellas.
A partir de ese baile, Mendoza conformó el colectivo Mujeres Sonideras, mismo que se ha presentado en una diversidad de pistas de baile, salones y centros culturales como el Complejo Cultural Los Pinos, el Museo Universitario del Chopo, el Museo Soumaya, el Centro Cultural de España en México, el Multiforo Cultural Alicia, entre otros. En 2021 el colectivo reunía a unas 64 mujeres sonideras de México y Estados Unidos. En las presentaciones del colectivo sus integrantes han sufrido episodios de misoginia, machismo y sexismo. Su eslogan es "mujeres apoyando mujeres y hasta que las sororidad se haga costumbre".